# Ctibor Novák
Ctibor Novák (25. října 1902 Praha – 2. května 1955 Praha) byl za první republiky voják z povolání. Po Mnichovu se nechal zaměstnat v Berlíně jako překladatel na Hlavním říšském bezpečnostním úřadě, aby odtud získával pro domácí odboj zpravodajsky cenné informace. Jako švagr Josefa Mašína spolupracoval s ilegální skupinou Tři králové, kde se podílel zejména na diverzních akcích proti strategickým cílům v Berlíně.  Při pokusu o opuštění protektorátu v září 1939 byl zadržen, obviněn ze špionáže a až do konce druhé světové války vězněn v německých káznicích. Po válce působil krátký čas jako komunistický kádr a velitel internačních táborů pro Němce na Jesenicku. V roce 1945 nechal zastřelit nezletilé bratry Hauekovy (14 a 16 let) za údajný útěk z pracoviště. Armádní kariéru byl nucen definitivně vzdát v roce 1950 ze zdravotních důvodů (i z důvodů kádrových čistek, jimiž by neprošel). Když se bratrům Mašínovým podařilo koncem října 1953 uprchnout do západního Berlína, stal se Ctibor Novák obětí komunisty vykonstruovaného procesu, ve kterém byl označen za ústřední postavu, inspirátora a podněcovatele mladistvých ke špionáži. Byl obžalován z velezrady a odsouzen k trestu smrti. Poprava byla vykonána 2. května 1955 v Praze na Pankráci. Po Sametové revoluci byl v roce 1990 rehabilitován a v březnu 1991 povýšen in memoriam do hodnosti plukovníka.

## Životopis

### Mládí, studia, svatba a rozvod
Když se v roce 1902 Ctibor Novák narodil v Praze, jeho otec Ing. Leopold Novák pracoval jako geometr a jeho matka Emma Nováková byla ženou v domácnosti. Rodina bydlela tehdy na Moravě (v Olomouci) a lze ji označit jako dobře situovanou středostavovskou měšťanskou rodinu. O pět let později se manželům Novákovým narodila v Olomouci dcera Zdena.
Pro kariéru vojáka se Ctibor rozhodl po maturitě na reálce a následně absolvoval Vojenskou akademii v Hranicích (tam byl spolužákem Václava Morávka) a dělostřelecký výcvik v Olomouci.
V roce 1929 se v rodině Novákových konaly dvě svatby. Zdena Nováková se provdala za Josefa Mašína a Ctibor Novák se oženil s Marií Veselskou. Po pěti letech společného soužití bylo manželství Ctibora a Marie Novákových v roce 1934 rozvedeno. V té době byl jeho syn Ctibor dvouletý a jeho dcera Míla tříletá.

### Po Mnichovu
Po podepsání Mnichovské dohody (30. září 1938) opustil Ctibor Novák československou armádu v hodnosti štábního kapitána.
Na radu a dle pokynů svého švagra Josefa Mašína a hlavně z taktických důvodů se Ctibor Novák přihlásil k německé národnosti. Změnil si jméno z českého Ctibor na německé Anton a příjmení na Nowak. Snažil se získat důvěru německé branné moci, aby měl přístup k informacím a mohl působit ve prospěch polské a československé zpravodajské služby v Londýně.  Již od roku 1938 začal pracovat v Berlíně jako tlumočník v tlumočnické centrále RSHA - Hlavního říšského bezpečnostního úřadu). 

### Diverzní činnost
V domě v Karlovarské ulici 327/45 na Praze 6 byl za protektorátu dům a klempířská dílna Josefa Líkaře a jeho manželky Marie Líkařové. Toto místo sloužilo Josefu Mašínovi jako hlavní úkryt ukořistěných zbraní, jako technická základna Tří králů a jako výrobna sabotážních náloží.
Pro velké destrukce objektů na německém území byly s největší pravděpodobností v Líkařově dílně speciálně vyrobeny nálože maskované jako kufr. Uvnitř kufru byly tři plechové boxy - krabice s třaskavinou. V krajních byly umístěny hodiny s nastaveným časem ale s pětiminutovým rozdílem. V případě, že by jeden odpalovací mechanismus selhal, za pět minut by jej nahradil ten druhý.
Na základě falešného telegramu, že matka Emma Nováková, žijící v Olomouci, umírá, přijel Ctibor Novák 17. září 1939 z Berlína do Prahy. Zde převzal od Josefa Mašína dva kufry s pekelnými stroji a náložemi. Ty pak 18. září 1939 odvezl vlakem do Berlína a nastražil.
Jedna nálož explodovala před budovou policejního ředitelství na náměstí Alexanderplatz. Druhá vybuchla před budovou Ministerstva letectví na Lipské třídě (Leipzigerstrasse). Účinek obou detonací, připisovaných na vrub britské Inteligent Service, měl z psychologického pohledu značný ohlas a komentoval jej i Londýn. V českých pramenech byl zveličován (až 60 mrtvých), německé prameny uváděly zranění jen jednoho chodce.

### Zatčení a odsouzení
Po diverzních akcích proti strategickým cílům v Berlíně se Ctibor Novák rozhodl pro odchod za hranice. V září 1939 se pokusil o přechod hranic do Švýcarska. Jiné prameny uvádějí, že byl zatčen při přechodu rakousko-jugoslávských hranic. Byl dopraven do Prahy a vyslýchán v Petschkově paláci. Po deseti měsících tvrdých výslechů byl převezen zpět do Berlína. Spojitost s diverzními akcemi se Novákovi prokázat nepodařilo. Podezření ze špionážní činnosti přesto vedlo k jeho odsouzení na šest let káznice.

### Osvobození, roky 1945 a 1946
Ctibor Novák se dočkal konce druhé světové války v německých káznicích s podlomeným zdravím (výslechy a strádáním ve vězení zanechaly trvalé následky). Na přelomu let 1945 a 1946 působil na Jesenicku jako velitel čtyř internačních táborů pro Němce. Tehdy bylo s jeho souhlasem popraveno několik osob německé národnosti. Kárné řízení, které bylo proti němu zahájeno, bylo nakonec zastaveno (na pokyn náčelníka Hlavní správy obranného zpravodajství (HS OBZ) a později náčelníka 5. oddělení Hlavního štábu Bedřicha Reicina). V roce 1946 se Ctibor Novák podruhé oženil. Jeho druhou manželkou byla Jana Hänichová (Johanna Hanichen), rozená Melcherová. Pro ni (jako pro svoji nastávající) a pro její matku získal (nejspíš nelegální cestou) „Osvědčení o národní spolehlivosti nevěsty“ s cílem změnit pro obě ženy národnost z německé na českou. Vyženil nevlastního syna Richarda, kterého přijal za vlastního a dále jej vychovával jako Vladimíra Nováka.

### Po roce 1950
Armádu opustil (odešel do výslužby) v roce 1950 ze zdravotních důvodů v hodnosti majora. V letech 1951–1953 pracoval jako recepční ve vojenské zotavovně v Karlových Varech a jako trafikant v Jeseníku. V tomto období se častěji stýkal se svými synovci Ctiradem a Josefem Mašínovými a s jejich odbojovou skupinou působící na Poděbradsku. Pravděpodobně působil spíše jako „technický poradce“ a snažil se synovce v jejich protikomunistické činnosti mírnit.
V říjnu 1951 byli oba bratři Mašínové a jejich strýc Ctibor Novák zatčeni Státní bezpečností (StB) a byli mučeni. Bylo to ve spojitosti s obviněním z přechovávání zbraní a napomáhání k ilegálnímu opuštění republiky. Pro nedostatek důkazů byl tehdy Ctibor Novák propuštěn.

### Zatčení v roce 1953
Brzy po tom, co se bratři Mašínové dostali do západní zóny Německa, byl v září 1953 Ctibor Novák opět zatčen. Když StB neuspěla s žádostí o vydání bratří Mašínů, soustředila se na Ctibora Nováka, který se měl stát hlavní postavou vykonstruovaného procesu.

### Odsouzení

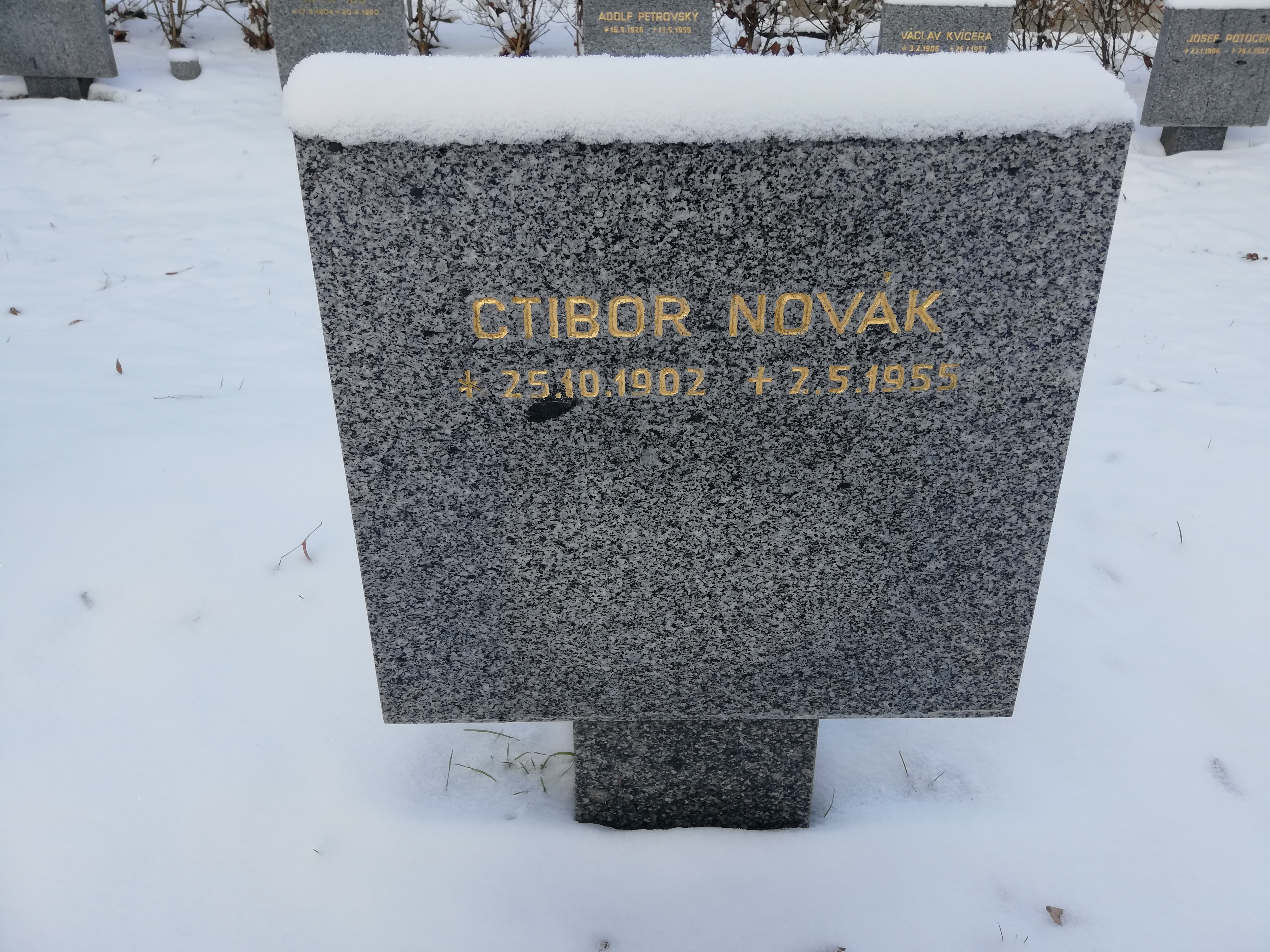
Symbolický hrob Ctibora Nováka
na Ďáblickém hřbitově v Praze

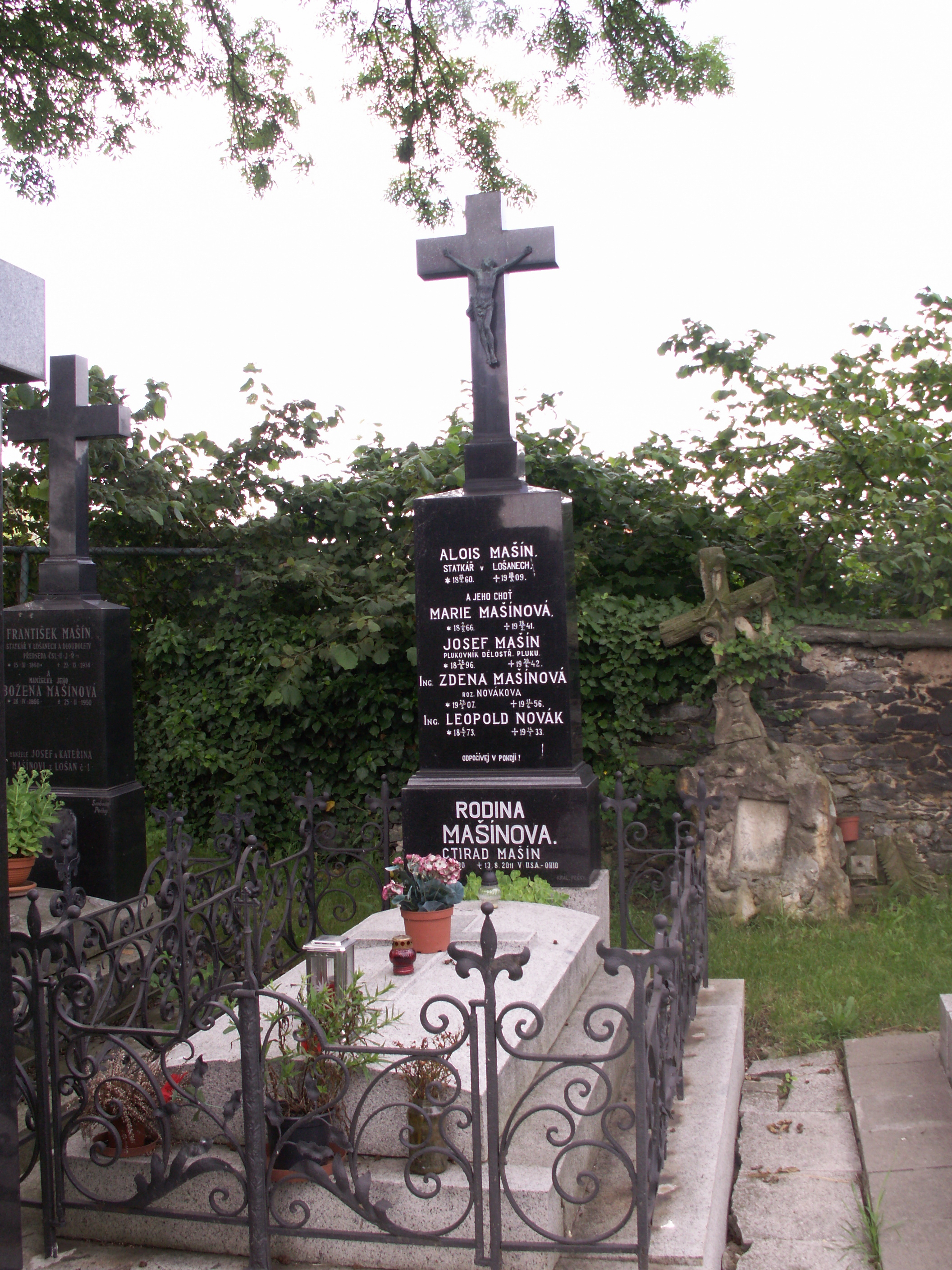
Hrob rodiny Mašínovy v Lošanech

V souvislosti s působením odbojové antikomunistické ozbrojené skupiny bratří Mašínů byl Ctibor Novák odsouzen k trestu smrti a popraven dne 2. května 1955 v Praze na Pankráci (spolu s Václavem Švédou a Zbyňkem Janatou). V rozsudku se uvádělo: „Ctibor Novák je ústřední postavou, inspirátorem aktivit skupiny a podněcovatelem ostatních mladistvých účastníků ke špionáži ve prospěch imperialistických mocností. Spáchal trestný čin velezrady podle § 78, odst. 3 písm. d, zák. č. 86/50.“
Urna s popelem Ctibora Nováka byla uložena v pankrácké věznici. Dne 26. května 1961 tam byla neznámým způsobem zničena. Na Čestném pohřebišti na pražském Ďáblickém hřbitově se nachází Novákův symbolický hrob. Tamní symbolické náhrobky odkazují na zemřelé politické vězně bez ohledu na jejich skutečné místo pohřbení.

### Další rodinní příslušníci
- Matka Ctibora Nováka - Emma Nováková před jeho popravou opakovaně a neúspěšně žádala o setkání se svým synem, které jí nebylo umožněno.[2]
- Sestra Ctibora Nováka - Zdena Mašínová byla odsouzena (3. června 1955) za spoluúčast ve „zločinném spiknutí proti republice“ v samostatném vykonstruovaném procesu na 25 let. Již tehdy byla velmi vážně nemocná (trpěla rakovinou střev). Zemřela (12. června 1956) v táboře nucených prací v Pardubicích necelý rok po vynesení rozsudku.[2]
- Zbytek rodu Novákových a Mašínů byl vystaven trvalému tlaku a provokacím StB.[2]

## Rehabilitace a povýšení
V roce 1990 byl Ctibor Novák rehabilitován. Návrhem krajské vojenské rehabilitační komise v Hradci Králové ze dne 23. března 1991 byl povýšen na plukovníka in memoriam.

## Údajná příprava atentátu na Gottwalda
Nedlouho poté, co byla v roce 2008 činnost bratrů Mašínů oceněna premiérem Mirkem Topolánkem, přišel tehdejší ředitel Ústavu pro studium totalitních režimů Pavel Žáček s informací, že podle archivních materiálů plánovala skupina i útok na Klementa Gottwalda (jenž zemřel v březnu 1953) a další funkcionáře komunistického totalitního režimu. Zdrojem pro tyto informace byla výpověď Ctibora Nováka – zachycená v záznamech Státní bezpečnosti (StB). Podle Milana Paumera se o útocích jen uvažovalo, a proto je možné (s ohledem na vyšetřovací metody StB a snahu komunistů přičíst k tíži skupině bratří Mašínů i závažné zločiny) považovat výpověď Ctibora Nováka (v době těsně před jeho popravou) za vynucenou.

## Pamětní deska v Dejvicích na budově GŠ

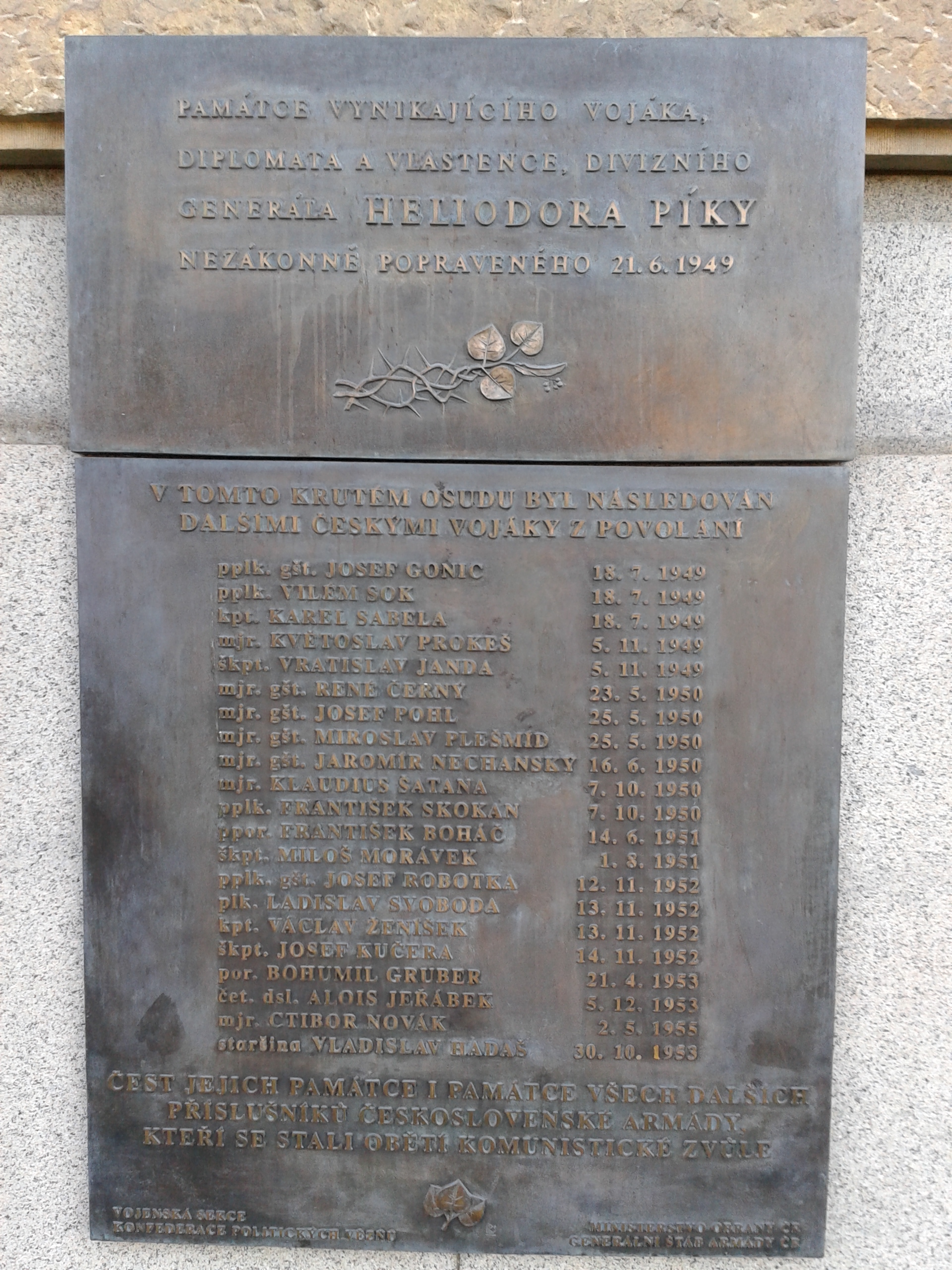
Pamětní deska na budově GŠ v Praze - Dejvicích

Na budově Generálního štábu armády České republiky na Vítězném náměstí 5/1500 v Praze 6-Dejvicích (na levé straně hlavního vstupu do budovy) jsou dvě bronzové pamětní desky. Horní je věnována Heliodoru Píkovi. Obsahuje následující text: "PAMÁTCE VYNIKAJÍCÍCHO VOJÁKA, DIPLOMATA A VLASTENCE, DIVIZNÍHO GENERÁLA HELIODORA PÍKY NEZÁKONNĚ POPRAVENÉHO 21.6.1949". Pod textem je reliéf ostnatého drátu s lipovými listy. Tato deska byla slavnostně odhalena 28. října 1991.
Pod touto deskou se nachází druhá. Ta byla připojena 28. října 1998 a je věnována vojákům z povolání, kteří se stali oběťmi komunistické zvůle. V horní části začíná druhá pamětní deska textem: "V TOMTO KRUTÉM OSUDU BYL NÁSLEDOVÁN DALŠÍMI ČESKÝMI VOJÁKY Z POVOLÁNÍ", pak následuje výčet jmen včetně vojenských hodností a dne úmrtí. Ctibor Novák je uveden jako předposlední:
PPLK.GŠT. JOSEF GONIC 18.7.1949 
 PPLK. VILÉM SOK 18.7.1949 
 KPT. KAREL SABELA 18.7.1949 
 MJR. KVĚTOSLAV PROKEŠ 5.11.1949 
 ŠKPT. VRATISLAV JANDA 5.11.1949 
 MJR. GŠT. RENÉ ČERNÝ 23.5.1950 
 MJR. GŠT. JOSEF POHL 25.5.1950 
 MJR.GŠT. MIROSLAV PLEŠMÍD 25.5.1950 
 MJR. GŠT. JAROMÍR NECHANSKÝ 16.6.1950 
 MJR. KLAUDIUS ŠATANA 7.10.1950 
 PPLK. FRANTIŠEK SKOKAN 7.10.1950 
 PPOR. FRANTIŠEK BOHÁČ 14.6.1951 
 ŠKPT. MILOŠ MORÁVEK 1.8.1951 
 PPLK. GŠT. JOSEF ROBOTKA 12.11.1952 
 PLK. LADISLAV SVOBODA 13.11.1952 
 KPT. VÁCLAV ŽENÍŠEK 13.11.1952 
 ŠKPT. JOSEF KUČERA 14.11.1952 
 POR. BOHUMIL GRUBER 21.4.1953 
 ČET. DSL. ALOIS JEŘÁBEK 5.12.1953 
 MJR. CTIBOR NOVÁK 2.5.1955 
 STARŠINA VLADISLAV HADAŠ 30.10.1953 
 
Text druhé desky je zakončen větou: "ČEST JEJICH PAMÁTCE I PAMÁTCE VŠECH DALŠÍCH PŘÍSLUŠNÍKŮ ČESKOSLOVENSKÉ ARMÁDY, KTEŘÍ SE STALI OBĚTÍ KOMUNISTICKÉ ZVŮLE."